# Coupe du monde féminine de rugby à XV 2006
 (mars 2024).
Si vous disposez d'ouvrages ou d'articles de référence ou si vous connaissez des sites web de qualité traitant du thème abordé ici, merci de compléter l'article en donnant les références utiles à sa vérifiabilité et en les liant à la section « Notes et références ».
Navigation
Coupe du monde 2002 Coupe du monde 2010
La Coupe du monde féminine de rugby à XV 2006 se tient du 31 août au 17 septembre 2006 au Canada dans la ville d'Edmonton, capitale de la province d'Alberta.
La Nouvelle-Zélande remporte son troisième titre d'affilée.

## Format de la compétition
La première phase est originale puisque chaque équipe de la Poule A affronte les équipes de la Poule D et chaque équipe de la Poule B affronte les équipes de la Poule C. Les douze équipes sont ensuite classées : les quatre premières jouent les demi-finales, les quatre suivantes s'affrontent pour la cinquième place et les quatre dernières pour la neuvième place.

## Composition des groupes
Pour éviter des scores trop déséquilibrés, le nombre des équipes participantes est réduit à douze, contre seize pour les deux éditions précédentes (2002 et 1998) de la Coupe du monde féminine de rugby à XV.
| Poule A - Nouvelle-Zélande - Espagne - Kazakhstan | Poule B - Angleterre - Australie - Irlande | Poule C - France - États-Unis - Afrique du Sud | Poule D - Canada - Écosse - Samoa |

## Première phase

### Premier tour
| 31 août 2006 | France | 43 – 0 (23 – 0) | Irlande                          | St. Albert Rygby Football Club, St. Albert Arbitre : Jenny Bental |
| 31 août 2006 | Essai(s) : Devillers 3 (3e, 32e, 79e), Sartini (12e), Devroute (57e), Le Duff (68e), Plantet (77e) Transformation(s) : Sartini 2 (4e, 58e), Le Duff 2 (69e, 80e) |                 | Carton(s) jaune(s) : Mahon (68e) | St. Albert Rygby Football Club, St. Albert Arbitre : Jenny Bental |
| 31 août 2006 | |                 |                                  | St. Albert Rygby Football Club, St. Albert Arbitre : Jenny Bental |

| 31 août 2006 | Nouvelle-Zélande | 66 – 7 (24 – 7) | Canada                                                       | Ellerslie Rugby Park, Edmonton Arbitre : George Ayoub |
| 31 août 2006 | Essai(s) : Richardson 3 (2e, 25e, 53e), Mortimer (7e), Ruscoe 2 (19e, 58e), Maliukaetau (48e), Marsh (66e), Fa'amausili (74e), Manuel (77e) Transformation(s) : Jensen 4 (20e, 26e, 49e, 53e), Ruscoe (58e), Myers 3 (67e, 78e, 78e) |                 | Essai(s) : Suguwara (35e) Transformation(s) : McCallum (36e) | Ellerslie Rugby Park, Edmonton Arbitre : George Ayoub |
| 31 août 2006 | |                 |                                                              | Ellerslie Rugby Park, Edmonton Arbitre : George Ayoub |

| 31 août 2006 | Espagne | 0 – 24 (–) | Écosse | St. Albert Rugby Park, St. Albert |
| 31 août 2006 |         |            |        | St. Albert Rugby Park, St. Albert |
| 31 août 2006 |         |            |        | St. Albert Rugby Park, St. Albert |

| 31 août 2006 | Kazakhstan | 5 – 20 (–) | Samoa | Ellerslie Rugby Park, Edmonton |
| 31 août 2006 |            |            |       | Ellerslie Rugby Park, Edmonton |
| 31 août 2006 |            |            |       | Ellerslie Rugby Park, Edmonton |

| 31 août 2006 | Australie | 68 – 12 (–) | Afrique du Sud | Ellerslie Rugby Park, Edmonton |
| 31 août 2006 |           |             |                | Ellerslie Rugby Park, Edmonton |
| 31 août 2006 |           |             |                | Ellerslie Rugby Park, Edmonton |

| 31 août 2006 | Angleterre                                                                                        | 18 – 0 (0 – 0) | États-Unis | Ellerslie Rugby Park, Edmonton Arbitre : Lyndon Bray |
| 31 août 2006 | Essai(s) : Oliver (60e), Clark (79e) Transformation(s) : Rae (61e) Pénalité(s) : Rae 2 (50e, 67e) |                |            | Ellerslie Rugby Park, Edmonton Arbitre : Lyndon Bray |
| 31 août 2006 |                                                                                                   |                |            | Ellerslie Rugby Park, Edmonton Arbitre : Lyndon Bray |

### Deuxième tour
| 4 septembre 2006 | Nouvelle-Zélande | 50 – 0 (29 – 0) | Samoa | St. Albert Rugby Park, St. Albert Arbitre : Malcolm Changleng |
| 4 septembre 2006 | Essai(s) : Marsh 3 (12e, 17e, 37e), Blackledge (15e), Martin (32e), Makata (60e), Ruscoe (65e), Richards (79e) Transformation(s) : Myers 2 (13e, 38e), Jensen 3 (61e, 66e, 80e) |                 |       | St. Albert Rugby Park, St. Albert Arbitre : Malcolm Changleng |
| 4 septembre 2006 | |                 |       | St. Albert Rugby Park, St. Albert Arbitre : Malcolm Changleng |

| 4 septembre 2006 | Irlande | 11 – 24 (–) | États-Unis | Ellerslie Rugby Park, Edmonton |
| 4 septembre 2006 |         |             |            | Ellerslie Rugby Park, Edmonton |
| 4 septembre 2006 |         |             |            | Ellerslie Rugby Park, Edmonton |

| 4 septembre 2006 | Kazakhstan | 17 – 32 (–) | Écosse | St. Albert Rugby Park, St. Albert |
| 4 septembre 2006 |            |             |        | St. Albert Rugby Park, St. Albert |
| 4 septembre 2006 |            |             |        | St. Albert Rugby Park, St. Albert |

| 4 septembre 2006 | Angleterre                          | 74 – 8 (26 – 0) | Afrique du Sud                                   | Ellerslie Rugby Park, Edmonton |
| 4 septembre 2006 | Essai(s) : 12 Transformation(s) : 7 |                 | Essai(s) : Khumalo (62e) Pénalité(s) : Nel (52e) | Ellerslie Rugby Park, Edmonton |
| 4 septembre 2006 |                                     |                 |                                                  | Ellerslie Rugby Park, Edmonton |

| 4 septembre 2006 | Australie | 10 – 24 (0 – 17) | France | Ellerslie Rugby Park, Edmonton Arbitre : Joyce Henry |
| 4 septembre 2006 | Essai(s) : Wilson (65e) Transformation(s) : McGann (66e) Pénalité(s) : McGann (57e) Carton(s) jaune(s) : Butcher (8e) |                  | Essai(s) : Devillers 2 (6e, 39e), Plantet (15e), Boukerma (62e) Transformation(s) : Sartini 2 (7e, 63e) Carton(s) jaune(s) : Sartini (79e) | Ellerslie Rugby Park, Edmonton Arbitre : Joyce Henry |
| 4 septembre 2006 | |                  | | Ellerslie Rugby Park, Edmonton Arbitre : Joyce Henry |

| 4 septembre 2006 | Espagne | 0 – 79 (0 – 29) | Canada | Ellerslie Rugby Park, Edmonton Arbitre : Simon McDowell |
| 4 septembre 2006 |         | Essai(s) : Gallo 5 (1re, 8e, 50e, 65e, 72e), Foster (15e), Murray (28e), Eldridge (37e), Moyse 2 (41e, 43e), Heemskerk 2 (47e, 76e), Florence (74e) Transformation(s) : McCallum 5 (29e, 38e, 42e, 44e, 48e), Suguwara 2 (73e, 75e) |        | Ellerslie Rugby Park, Edmonton Arbitre : Simon McDowell |
| 4 septembre 2006 |         | |        | Ellerslie Rugby Park, Edmonton Arbitre : Simon McDowell |

### Troisième tour
| 8 septembre 2006 | Espagne | 14 – 12 (–) | Samoa | St. Albert Rugby Park, St. Albert |
| 8 septembre 2006 |         |             |       | St. Albert Rugby Park, St. Albert |
| 8 septembre 2006 |         |             |       | St. Albert Rugby Park, St. Albert |

| 8 septembre 2006 | Irlande | 37 – 0 (–) | Afrique du Sud | St. Albert Rugby Park, St. Albert |
| 8 septembre 2006 |         |            |                | St. Albert Rugby Park, St. Albert |
| 8 septembre 2006 |         |            |                | St. Albert Rugby Park, St. Albert |

| 8 septembre 2006 | Kazakhstan                 | 5 – 45 (0 – 31) | Canada | Ellerslie Rugby Park, Edmonton Arbitre : Kristina Mellor |
| 8 septembre 2006 | Essai(s) : Balashova (80e) |                 | Essai(s) : Moyse 4 (1re, 3e, 31e, 70e), Murray (9e), Burns (15e), Suguwara (67e) Transformation(s) : McCallum 5 (1re, 10e, 16e, 68e, 70e) | Ellerslie Rugby Park, Edmonton Arbitre : Kristina Mellor |
| 8 septembre 2006 |                            |                 | | Ellerslie Rugby Park, Edmonton Arbitre : Kristina Mellor |

| 8 septembre 2006 | Australie | 6 – 10 (–) | États-Unis | Ellerslie Rugby Park, Edmonton |
| 8 septembre 2006 |           |            |            | Ellerslie Rugby Park, Edmonton |
| 8 septembre 2006 |           |            |            | Ellerslie Rugby Park, Edmonton |

| 8 septembre 2006 | Nouvelle-Zélande                                                                           | 21 – 0 (6 – 0) | Écosse | Ellerslie Rugby Park, Edmonton Arbitre : Debbie Innes |
| 8 septembre 2006 | Essai(s) : Codling (56e), Blackledge (58e), Mortimer (62e) Pénalité(s) : Myers 2 (3e, 24e) |                |        | Ellerslie Rugby Park, Edmonton Arbitre : Debbie Innes |
| 8 septembre 2006 |                                                                                            |                |        | Ellerslie Rugby Park, Edmonton Arbitre : Debbie Innes |

| 8 septembre 2006 | Angleterre                                                                   | 27 – 8 (13 – 0) | France                                             | St. Albert Rugby Park, St. Albert Arbitre : JoyGeorge Aayoub |
| 8 septembre 2006 | Essai(s) : Waterman 2 (8e, 34e), Day 2 (44e, 50e) Pénalité(s) : Andrew (15e) |                 | Essai(s) : Horta (71e) Pénalité(s) : Sartini (80e) | St. Albert Rugby Park, St. Albert Arbitre : JoyGeorge Aayoub |
| 8 septembre 2006 |                                                                              |                 |                                                    | St. Albert Rugby Park, St. Albert Arbitre : JoyGeorge Aayoub |

### Classement général
Table des équipes au terme de la phase qualificative
| Rang | Pays             | J | V | N | D | Em | Ee | Bo | Bd | Pm  | Pe  | Diff | Pts |
| ---- | ---------------- | - | - | - | - | -- | -- | -- | -- | --- | --- | ---- | --- |
| 1    | Nouvelle-Zélande | 3 | 3 | 0 | 0 | 21 | 1  | 2  | 0  | 137 | 7   | +130 | 14  |
| 2    | Angleterre       | 3 | 3 | 0 | 0 | 18 | 2  | 2  | 0  | 119 | 16  | +103 | 14  |
| 3    | Canada           | 3 | 2 | 0 | 1 | 21 | 11 | 2  | 0  | 131 | 71  | +60  | 10  |
| 4    | France           | 3 | 2 | 0 | 1 | 12 | 5  | 2  | 0  | 75  | 37  | +38  | 10  |
| 5    | Écosse           | 3 | 2 | 0 | 1 | 8  | 6  | 2  | 0  | 56  | 38  | +18  | 10  |
| 6    | États-Unis       | 3 | 2 | 0 | 1 | 6  | 3  | 1  | 0  | 34  | 35  | -1   | 9   |
| 7    | Australie        | 3 | 1 | 0 | 2 | 11 | 8  | 1  | 1  | 84  | 46  | +38  | 6   |
| 8    | Irlande          | 3 | 1 | 0 | 2 | 7  | 11 | 1  | 0  | 48  | 67  | -19  | 5   |
| 9    | Samoa            | 3 | 1 | 0 | 2 | 5  | 11 | 0  | 1  | 32  | 69  | -37  | 5   |
| 10   | Espagne          | 3 | 1 | 0 | 2 | 2  | 19 | 0  | 0  | 14  | 115 | -101 | 4   |
| 11   | Kazakhstan       | 3 | 0 | 0 | 3 | 5  | 14 | 0  | 0  | 27  | 97  | -70  | 0   |
| 12   | Afrique du Sud   | 3 | 0 | 0 | 3 | 3  | 28 | 0  | 0  | 20  | 179 | -159 | 0   |

|  | qualifiées pour les demi-finales (no 1, no 2, no 3 et no 4). |

## Matches de classement

### Matches pour la neuvième place
|  | Pour les places 9 à 12            | Pour les places 9 à 12            |                   |    | Pour la 9e place                | Pour la 9e place                |
|  | Pour les places 9 à 12            | Pour les places 9 à 12            |                   |    | Pour la 9e place                | Pour la 9e place                |
|  |                                   |                                   |                   |    |                                 |                                 |
|  | le 12 septembre 2006 à St. Albert | le 12 septembre 2006 à St. Albert |                   |    | le 16 septembre 2006 à Edmonton | le 16 septembre 2006 à Edmonton |
|  | le 12 septembre 2006 à St. Albert | le 12 septembre 2006 à St. Albert |                   |    | le 16 septembre 2006 à Edmonton | le 16 septembre 2006 à Edmonton |
|  | Samoa                             | 43                                |                   |    | le 16 septembre 2006 à Edmonton | le 16 septembre 2006 à Edmonton |
|  | Samoa                             | 43                                |                   |    | le 16 septembre 2006 à Edmonton | le 16 septembre 2006 à Edmonton |
|  | Afrique du Sud                    | 10                                |                   |    | le 16 septembre 2006 à Edmonton | le 16 septembre 2006 à Edmonton |
|  | Afrique du Sud                    | 10                                | Samoa             | 5  |                                 |                                 |
|  | le 12 septembre 2006 à Edmonton   |                                   | Samoa             | 5  |                                 |                                 |
|  |                                   | Espagne                           | 10                |    |                                 |                                 |
|  | Espagne                           | Espagne                           | 10                | 17 |                                 |                                 |
|  | Espagne                           |                                   |                   | 17 |                                 |                                 |
|  | Kazakhstan                        | 12                                |                   |    |                                 |                                 |
|  | Kazakhstan                        | 12                                | Pour la 11e place |    |                                 |                                 |
|  |                                   |                                   |                   |    |                                 |                                 |
|  | le 16 septembre 2006 à Edmonton   |                                   |                   |    |                                 |                                 |
|  |                                   |                                   |                   |    |                                 |                                 |
|  | Afrique du Sud                    | 0                                 |                   |    |                                 |                                 |
|  | Afrique du Sud                    | 0                                 |                   |    |                                 |                                 |
|  | Kazakhstan                        | 36                                |                   |    |                                 |                                 |
|  | Kazakhstan                        | 36                                |                   |    |                                 |                                 |

### Matches pour la cinquième place
|  | Pour les places 5 à 8             | Pour les places 5 à 8             |                  |    | Pour la 5e place                | Pour la 5e place                |
|  | Pour les places 5 à 8             | Pour les places 5 à 8             |                  |    | Pour la 5e place                | Pour la 5e place                |
|  |                                   |                                   |                  |    |                                 |                                 |
|  | le 12 septembre 2006 à St. Albert | le 12 septembre 2006 à St. Albert |                  |    | le 17 septembre 2006 à Edmonton | le 17 septembre 2006 à Edmonton |
|  | le 12 septembre 2006 à St. Albert | le 12 septembre 2006 à St. Albert |                  |    | le 17 septembre 2006 à Edmonton | le 17 septembre 2006 à Edmonton |
|  | Écosse                            | 11                                |                  |    | le 17 septembre 2006 à Edmonton | le 17 septembre 2006 à Edmonton |
|  | Écosse                            | 11                                |                  |    | le 17 septembre 2006 à Edmonton | le 17 septembre 2006 à Edmonton |
|  | Irlande                           | 10                                |                  |    | le 17 septembre 2006 à Edmonton | le 17 septembre 2006 à Edmonton |
|  | Irlande                           | 10                                | Écosse           | 0  |                                 |                                 |
|  | le 12 septembre 2006 à St. Albert |                                   | Écosse           | 0  |                                 |                                 |
|  |                                   | États-Unis                        | 24               |    |                                 |                                 |
|  | États-Unis                        | États-Unis                        | 24               | 29 |                                 |                                 |
|  | États-Unis                        |                                   |                  | 29 |                                 |                                 |
|  | Australie                         | 12                                |                  |    |                                 |                                 |
|  | Australie                         | 12                                | Pour la 7e place |    |                                 |                                 |
|  |                                   |                                   |                  |    |                                 |                                 |
|  | le 16 septembre 2006 à Edmonton   |                                   |                  |    |                                 |                                 |
|  |                                   |                                   |                  |    |                                 |                                 |
|  | Irlande                           | 14                                |                  |    |                                 |                                 |
|  | Irlande                           | 14                                |                  |    |                                 |                                 |
|  | Australie                         | 18                                |                  |    |                                 |                                 |
|  | Australie                         | 18                                |                  |    |                                 |                                 |

## Phase finale
|  | Demi-finales                      | Demi-finales                      |                        |    | Finale                          | Finale                          |
|  | Demi-finales                      | Demi-finales                      |                        |    | Finale                          | Finale                          |
|  |                                   |                                   |                        |    |                                 |                                 |
|  | le 12 septembre 2006 à St. Albert | le 12 septembre 2006 à St. Albert |                        |    | le 17 septembre 2006 à Edmonton | le 17 septembre 2006 à Edmonton |
|  | le 12 septembre 2006 à St. Albert | le 12 septembre 2006 à St. Albert |                        |    | le 17 septembre 2006 à Edmonton | le 17 septembre 2006 à Edmonton |
|  | Nouvelle-Zélande                  | 40                                |                        |    | le 17 septembre 2006 à Edmonton | le 17 septembre 2006 à Edmonton |
|  | Nouvelle-Zélande                  | 40                                |                        |    | le 17 septembre 2006 à Edmonton | le 17 septembre 2006 à Edmonton |
|  | France                            | 10                                |                        |    | le 17 septembre 2006 à Edmonton | le 17 septembre 2006 à Edmonton |
|  | France                            | 10                                | Nouvelle-Zélande       | 25 |                                 |                                 |
|  | le 12 septembre 2006 à St. Albert |                                   | Nouvelle-Zélande       | 25 |                                 |                                 |
|  |                                   | Angleterre                        | 17                     |    |                                 |                                 |
|  | Angleterre                        | Angleterre                        | 17                     | 20 |                                 |                                 |
|  | Angleterre                        |                                   |                        | 20 |                                 |                                 |
|  | Canada                            | 14                                |                        |    |                                 |                                 |
|  | Canada                            | 14                                | Match pour la 3e place |    |                                 |                                 |
|  |                                   |                                   |                        |    |                                 |                                 |
|  | le 17 septembre 2006 à Edmonton   |                                   |                        |    |                                 |                                 |
|  |                                   |                                   |                        |    |                                 |                                 |
|  | France                            | 17                                |                        |    |                                 |                                 |
|  | France                            | 17                                |                        |    |                                 |                                 |
|  | Canada                            | 8                                 |                        |    |                                 |                                 |
|  | Canada                            | 8                                 |                        |    |                                 |                                 |

| Finale 17 septembre 2006 | Nouvelle-Zélande                                                                                    | 25 - 17 (10 - 3) | Angleterre                                                                                 | Stade du Commonwealth, Edmonton 5 500 spectateurs Arbitre : Simon McDowell |
| Finale 17 septembre 2006 | Essai(s) : 4 Codling, Mortimer, Heighway, Marsh Transformation(s) : 1 Jensen Pénalité(s) : 1 Jensen | Rapport          | Essai(s) : 2 de pénalité, Clayton Transformation(s) : 2 Andrew, Rae Pénalité(s) : 1 Andrew | Stade du Commonwealth, Edmonton 5 500 spectateurs Arbitre : Simon McDowell |
| Finale 17 septembre 2006 | | Rapport          |                                                                                            | Stade du Commonwealth, Edmonton 5 500 spectateurs Arbitre : Simon McDowell |

## Classement final
1. Nouvelle-Zélande
2. Angleterre
3. France
4. Canada
5. États-Unis
6. Écosse
7. Australie
8. Irlande
9. Espagne
10. Samoa
11. Kazakhstan
12. Afrique du Sud

## Statistiques
| Meilleure marqueuse | Nom            | Pays      | Record             |
| ------------------- | -------------- | --------- | ------------------ |
| Points              | Heather Moyse  | Canada    | 35 points          |
| Essais              | Heather Moyse  | Canada    | 7 essais           |
| Transformations     | Kelly McCallum | Canada    | 13 transformations |
| Pénalités           | Tobie McGann   | Australie | 4 pénalités        |
| Drop goals          | Paula Chalmers | Écosse    | 1 drop             |

### Meilleures réalisatrices
| Rang | Joueuse             | Pays             | Points | Matches |
| ---- | ------------------- | ---------------- | ------ | ------- |
| 1    | Heather Moyse       | Canada           | 35     | 5       |
| 2    | Emma Jensen         | Nouvelle-Zélande | 34     | 5       |
| 3    | Valuese Sao Taliu   | Samoa            | 33     | 5       |
| 4    | Shelley Rae         | Angleterre       | 31     | 5       |
| 5    | Sue Day             | Angleterre       | 30     | 5       |
| 5    | Maria Gallo         | Canada           | 30     | 5       |
| 5    | Amiria Marsh        | Nouvelle-Zélande | 30     | 5       |
| 5    | Tobie McGann        | Australie        | 30     | 5       |
| 9    | Kelly McCallum      | Canada           | 29     | 5       |
| 10   | Paula Chalmers      | Écosse           | 27     | 5       |
| 11   | Tricia Brown        | Australie        | 25     | 5       |
| 11   | Catherine Devillers | France           | 25     | 5       |

### Meilleures marqueuses
| Rang | Joueuse             | Pays             | Essais | Matches |
| ---- | ------------------- | ---------------- | ------ | ------- |
| 1    | Heather Moyse       | Canada           | 7      | 5       |
| 2    | Sue Day             | Angleterre       | 6      | 5       |
| 2    | Maria Gallo         | Canada           | 6      | 5       |
| 2    | Amiria Marsh        | Nouvelle-Zélande | 6      | 5       |
| 5    | Tricia Brown        | Australie        | 5      | 5       |
| 5    | Catherine Devillers | France           | 5      | 5       |
| 5    | Valuese Sao Taliu   | Samoa            | 5      | 5       |

### Équipes les plus offensives
| Rang | Équipe           | Points | Matches |
| ---- | ---------------- | ------ | ------- |
| 1    | Nouvelle-Zélande | 202    | 5       |
| 2    | Angleterre       | 156    | 5       |
| 3    | Canada           | 153    | 5       |
| 4    | Australie        | 114    | 5       |
| 5    | France           | 102    | 5       |